# Transtrandsfjällen

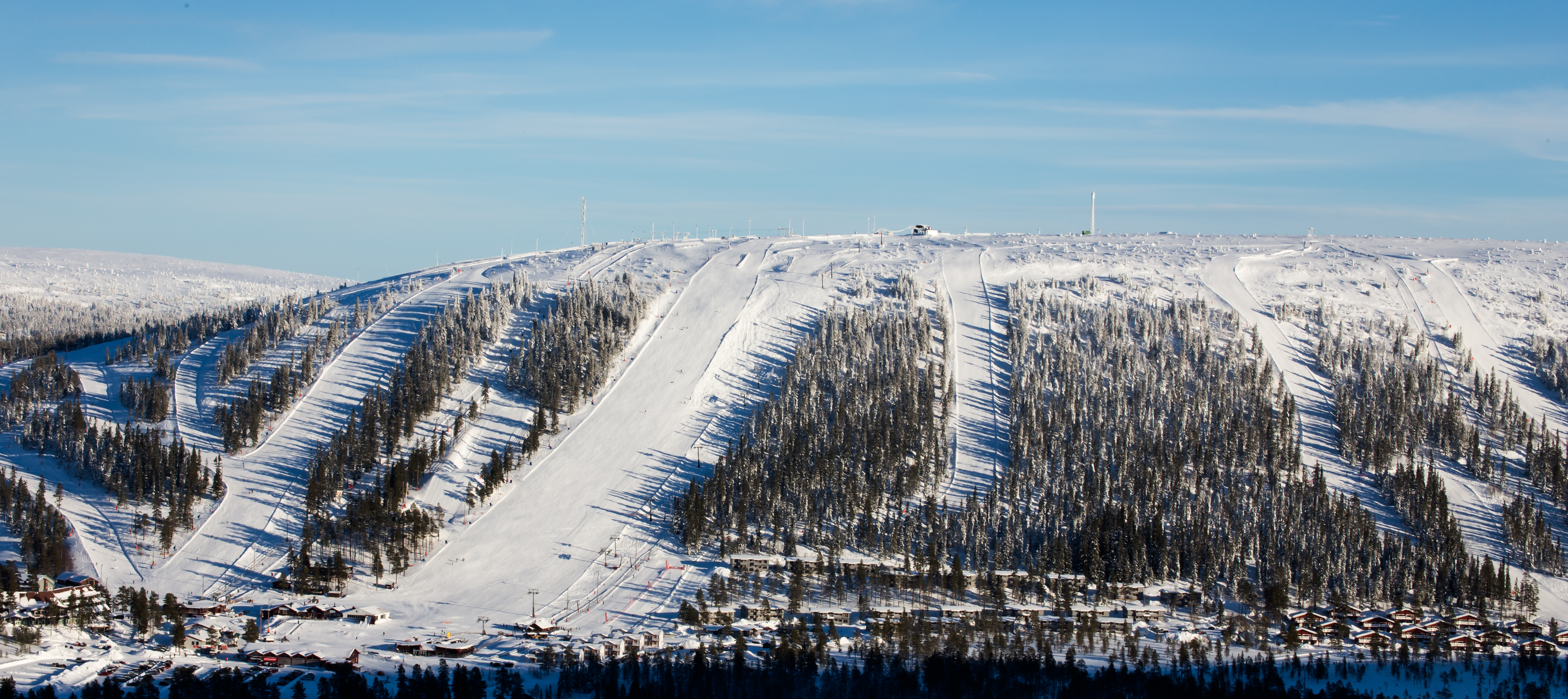
Skigebied Tandådalen

Transtrandsfjällen of Sälenfjällen is het meest zuidelijk gelegen fjell gebergte van Zweden. De fjell ligt in de gemeente Malung-Sälen in het westen van het landschap Dalarna. 
Het hoogste punt van de fjell is Östra Granfjället met een hoogte van 981 meter. In het gebied bevinden zich een aantal grote skigebieden, zoals Lindvallen en Hundfjället. 